# Barreiros e Cepões
Barreiros e Cepões (oficialmente: União das Freguesias de Barreiros e Cepões) é uma freguesia portuguesa do município de Viseu, com 35,19 km² de área e 1394 habitantes (censo de 2021). A sua densidade populacional é 39,6 hab./km².

## História
Foi constituída em 2013, no âmbito de uma reforma administrativa nacional, pela agregação das antigas freguesias de Barreiros e Cepões.
Em novembro de 2018, a Assembleia de Freguesia de Barreiros e Cepões aprovou uma moção a favor da dissolução da união de freguesias e da restauração das duas antigas freguesias. A moção foi aprovada com 7 votos a favor e 1 abstenção, mas contava com a oposição do Presidente da Junta.

## Demografia
A população registada nos censos foi:
| Distribuição da População por Grupos Etários | Distribuição da População por Grupos Etários | Distribuição da População por Grupos Etários | Distribuição da População por Grupos Etários | Distribuição da População por Grupos Etários | Distribuição da População por Grupos Etários |
| -------------------------------------------- | -------------------------------------------- | -------------------------------------------- | -------------------------------------------- | -------------------------------------------- | -------------------------------------------- |
| Antes da agregação                           |                                              |                                              |                                              |                                              |                                              |
| Ano                                          | 0-14 anos                                    | 15-24 anos                                   | 25-64 anos                                   | >= 65 anos                                   | Total                                        |
| 2001                                         | 240                                          | 209                                          | 842                                          | 411                                          | 1702                                         |
| 2011                                         | 182                                          | 159                                          | 756                                          | 487                                          | 1584                                         |
| Após a agregação                             |                                              |                                              |                                              |                                              |                                              |
| Ano                                          | 0-14 anos                                    | 15-24 anos                                   | 25-64 anos                                   | >= 65 anos                                   | Total                                        |
| 2021                                         | 107                                          | 128                                          | 646                                          | 513                                          | 1394                                         |

## Património
- Capela de São Brás
- Capela de Santa Bárbara
- Capela de Santa Eufémia
- Capela de Santo Amaro
- Igreja Matriz de Santa Marinha
- Igreja Paroquial de Cepões
- Pelourinho de Barreiros

## Equipamentos
- Jardim pré-escolar e EB1 de Cepões
- Extensão de saúde de Cepões
- Casa do Povo de Cepões
- Percursos Pedestres
- Cemitério de Cepões
- Cemitério de Barreiros

## Associativismo
- Centro Social, Cultural, Recreativo e Desportivo de Bertelhe
- Associação Cultural, Recreativa e Desportiva de Aviúges
- Rancho Folclórico da Freguesia de Cepões